# Primož Ekart
Primož Ekart, slovenski igralec, in režiser, * 11. marec 1963, Maribor.
Primož Ekart se je rodil v Mariboru. Študiral je v Ljubljani na Akademiji za gledališče, radio, film in televizijo, kjer je iz dramske igre diplomiral leta 1990. Med študijem in po diplomi je igral v predstavah raznih gledališč (Cankarjev dom, SNG Drama Ljubljana, Gledališče Glej, SLG Celje, SSG Trst, Mestno gledališče Ptuj, Špas teater, Gledališče Koper ...), od leta 1996 pa deluje kot samostojni kulturni delavec. Na televiziji je kot igralec nastopal med drugim v priljubljeni televizijski nanizanki TV dober dan (1999–2002).
Bil je v zvezi s slovensko-srbsko igralko Ivo Babić, s katero ima dva otroka.